# 川淵由香里
川淵 由香里（かわぶち ゆかり、2月20日 - ）は、日本の女性声優。神奈川県出身。フリー。

以前はキャロットハウスに所属していた。

## 出演

### テレビアニメ
- 薄桜鬼[2]

### OVA
- 破滅のマルス（川越京子）[2]

### ゲーム
- アガレスト戦記（シェルファニール）[2]
- アガレスト戦記ZERO（占い師）
- アガレスト戦記2（ディース）
- アブソリュートブレイジングインフィニティ（ファイルーザ）[2]
- L2 Love×Loop（シャルル）[2]
- お掃除戦隊くりーんきーぱー（麻里子の母）[2]
- 神代學園幻光録 クル・ヌ・ギ・ア（松子）
- しゃるうぃ〜☆たころん（タコハチ）[2]
- スゴロクロニクル（ナイラ）[2]
- トリニティ・ユニバース（モカ）[2]
- 二世の契り シリーズ（艶乃）[2]
- 二世の契り
- 二世の契り 想い出の先へ
- 破滅のマルス（川越京子）[2]
- ブレイジングソウルズ（ファイルーザ）[2]
- ミストオブカオス（イリス）[2]
- 闇夜にささやく〜探偵 相楽恭一郎〜（2006年、カグヤ）[2]

### ナレーション・ボイスオーバー
- インプレスTV ムービーガイドブック　美ら海!美ら島!沖縄/石垣島編 全6回シリーズ[2]
- 日本製紙グループ （ダイエットママ、ナレーション）[2]
- 定期駆虫VP バイエルメディカル[2]
- ミスタードーナツ社内用VP[2]
- ボーランド企業用イベントPV[2]
- クリエイターズ・カンパニーコネクション会社案内2004年度版/2005年度版[2]
- 英語のリスニングは発音力で決まる!UDA式30音練習帳 ジャパンタイムス[2]
- UDA式30音英語リズム アデュー[2]
- あぜりあ苑設立10周年記念案内[2]
- 飯山市／音読で脳いきいき[2]
- 無月の会CD句集[2]
- DIOS[2]

### アナウンサー
- magicFM（FMやまと） 交通情報アナウンサー[2]